# Tatarský průliv
Tatarský průliv, rusky Татарский пролив, Tatarskij proliv, je průliv mezi asijským kontinentem a ostrovem Sachalin. Propojuje přes Sachalinský záliv Ochotské moře na severu s Japonským mořem na jihu.

## Zeměpisné údaje
V nejužším místě je průliv široký 7,3 km, největší šířka se udává 324 km v jižní části, 40 km v severní. Údaje o délce průlivu se liší od 663 km po 900 km. Nejmenší hloubka plavební dráhy je 8 m.
Tatarský průliv je nejchladnější částí Japonského moře. Délka zamrznutí kolísá mezi 40 a 80 dny v jižní části, 140 a 170 dny v části severní. Tloušťka ledu dosahuje až 1,5 m. Vzniká zde 90 % ledu pozorovaného v Japonském moři.

## Historie
Průliv byl dlouhou dobu považován za záliv. První evropští cestovatelé (Ivan Moskvitin a Maarten Gerritsz Vries) sem dorazili v 17. století, ovšem průliv neobjevili. Jméno „zálivu“ bylo odvozeno od evropského názvu území, které nazývali Čínská Tartarie na jih od ústí Amuru a Ruská Tartarie na sever od něj. Ani Jean-François de La Pérouse při své plavbě v r. 1787 průliv neobjevil, přestože Sachalin popsal jako ostrov. Prvním, kdo prokazatelně proplul průlivem byl japonský mořeplavec Mamija Rinzó v roce 1809, a jeho jménem nazývají průliv Japonci. Teprve v r. 1848 proplul průlivem Gennadij Něvelskoj jako první Rus. Ještě v době Krymské války byla existence průlivu ruským státním tajemstvím s cílem zabránit případnému proplutí britské flotily do Ochotského moře.
Průliv byl místem velkého napětí během studené války. Mezi jinými zde leží vrak sestřeleného letadla letu Korean Air 007.

## Doprava
Od r. 1973 je přes průliv provozován železniční trajekt mezi přístavy Vanino v Chabarovském kraji a Cholmskem na Sachalinu.
Pro malou hloubku průlivu, která je v mořeplavbě charakterizována již jako útes, je průliv využíván pouze zřídka, a to za dobrých podmínek v případech, že loď není plně naložena. Všeobecně je dávána přednost obeplutí Sachalinu.
Na přelomu 20. a 30. let se uvažovalo o vybudování železničního tunelu, který by pod průlivem propojil Sachalin s pevninou. Později dostal tento plán pevný rámec tajným usnesením Rady ministrů SSSR z 18. srpna 1950. Do zastavení projektu bylo z plánovaných 327 km postaveno na pevnině 120 km železnice; na Sachalinu nebylo postaveno nic. V největší aktivitě na stavbě pracovalo 27 000 lidí, z toho 8 000 trestanců z gulagů, kteří byli předčasně propuštěni a posláni sem na nucenou práci. Vzhledem k chybějící infrastruktuře zde byly podmínky ubytování horší než v trestaneckých táborech. Projekt byl zastaven po amnestii, která byla vyhlášena po smrti Stalina.
Projekt tunelu přežil i rozpad Sovětského svazu a diskutovalo se o něm i v 90. letech. Existují dva návrhy tunelu s různými délkami (12,4 a 16 km) a také návrh propojení mostem délky 6,6 km.